# Van Looy-prijs

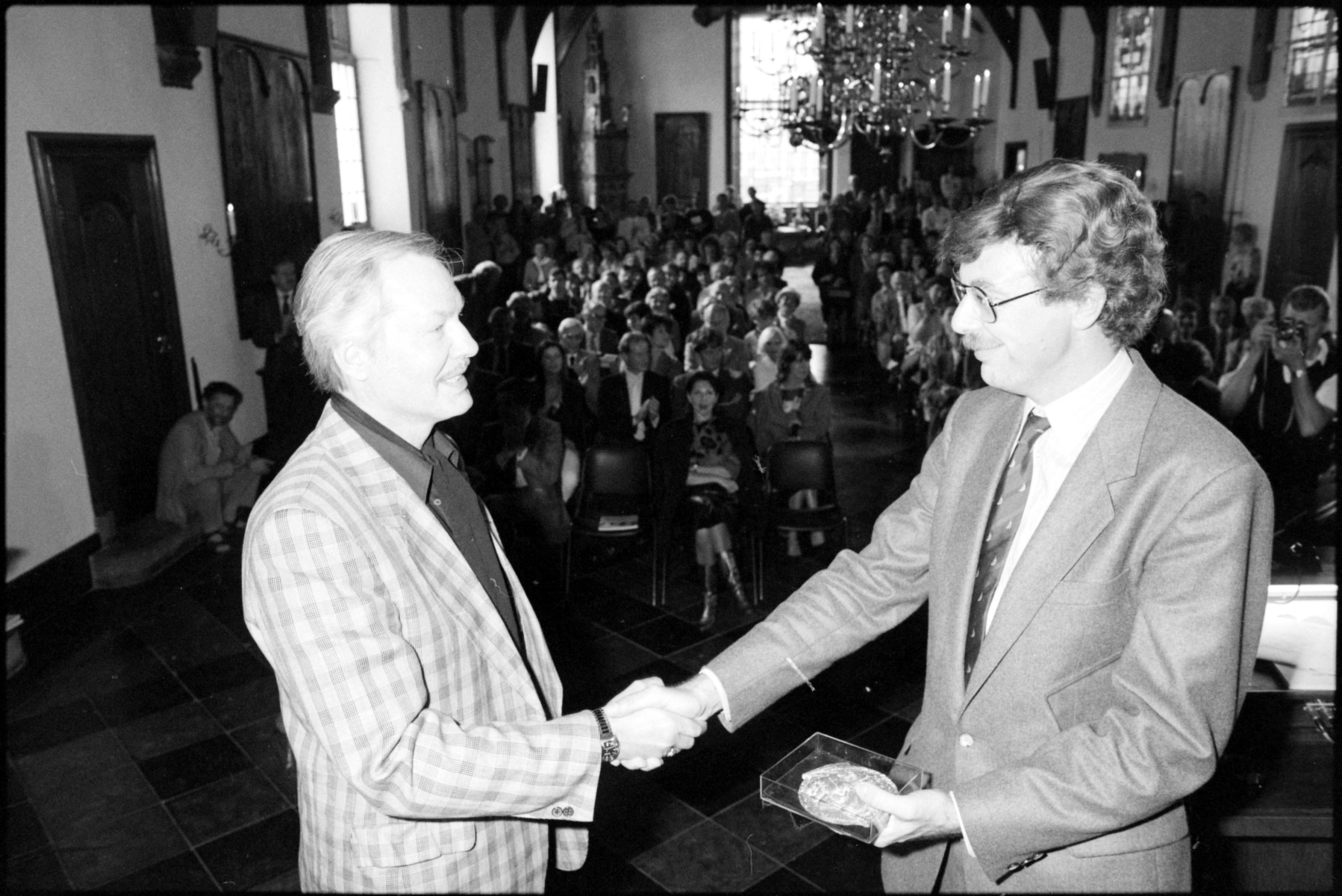
Uitreiking Jac van Looy-prijs aan Armando, 1985

De Jacobus van Looy-prijs, later slechts de Van Looy-prijs genoemd, werd toegekend aan een kunstenaar die zich heeft onderscheiden zowel op het gebied van de letterkunde als de beeldende kunst. De prijs is vernoemd naar de Nederlandse schilder en schrijver Jacobus van Looy.
Het initiatief voor de prijs werd genomen door Jan G. Elburg en Louis Ferron. De Stichting Jacobus van Looy, te Haarlem nam dit initiatief over en maakte van de Jacobus van Looy-prijs een vijfjaarlijkse oeuvreprijs. De prijs werd uitgereikt van 1985 tot 2010. De prijs wordt, mede door de opheffing van de stichting niet meer uitgereikt. De prijs bestond uit een geldbedrag van fl 5.000,- en een tentoonstelling in een van de locaties van het Frans Hals Museum, veelal vergezeld van een catalogus. 

## Gelauwerden
- 2010 - Peter van Straaten
- 2005 - Wim T. Schippers
- 2000 - Charlotte Mutsaers
- 1995 - Breyten Breytenbach
- 1990 - Lucebert
- 1985 - Armando